# Imnatisjön
Imnatisjön (georgiska: იმნათის ტბა, Imnatis tba) är en sjö i Georgien. Den ligger i den västra delen av landet, i regionen Gurien.